# Euphorbia borbonica
Euphorbia borbonica är en törelväxtart som beskrevs av Pierre Edmond Boissier. Euphorbia borbonica ingår i släktet törlar, och familjen törelväxter.
Artens utbredningsområde är Réunion. Inga underarter finns listade i Catalogue of Life.